# Australian Championships 1935
Australian Championships - turniej tenisowy, dziś znany jako wielkoszlemowy Australian Open, rozegrano w 1935 roku w Melbourne w dniach 5 - 14 stycznia.

## Zwycięzcy

### Gra pojedyncza mężczyzn
- Jack Crawford (AUS) – Fred Perry (GBR) 2:6, 6:4, 6:4, 6:4

### Gra pojedyncza kobiet
- Dorothy Round Little (GBR) – Nancy Lyle Glover (AUS) 1:6, 6:1, 6:3

### Gra podwójna mężczyzn
- Jack Crawford (AUS)/Vivian McGrath (AUS) – Pat Hughes (GBR)/Fred Perry (GBR) 6:4, 8:6, 6:2

### Gra podwójna kobiet
- Evelyn Dearman (AUS)/Nancy Lyle Glover (AUS) – Louie Bickerton (AUS)/Nell Hall Hopman (AUS) 6:3, 6:4

### Gra mieszana
- Louie Bickerton (AUS)/Christian Boussus (FRA) – Mrs. Bond (AUS)/Vernon Kirby (RSA) 1:6, 6:3, 6:3